# Красниково (Солигаличский район)
Красниково — деревня в Солигаличском муниципальном округе Костромской области. Входит в состав Лосевского сельского поселения

## География
Находится в северо-западной части Костромской области на расстоянии приблизительно 16 километров на юг-юго-восток по прямой от города Солигалич, административного центра района на левом берегу реки Вёкса.

## История
Деревня была отмечена еще на карте 1840 года. В 1872 году здесь было отмечено 15 дворов, в 1907 году—14.

## Население
Постоянное население составляло 64 человека, 53 (1897), 55 (1907), 0 в 2002 году, 3 в 2022.